# Maravathi, Belur
Maravathi là một làng thuộc tehsil Belur, huyện Hassan, bang Karnataka, Ấn Độ.